# راه‌آهن شمال‌شرق ۲
راه‌آهن شمال شرق ۲، یکی از نواحی نوزده گانه راه‌آهن جمهوری اسلامی ایران است که اداره راه آهن شمال شرق ۲، مأموریت بهره‌برداری از شبکه و تجهیزات آن به منظور ارائه خدمات حمل و نقل بار در شبکه ریلی و همچنین حفاظت از حریم خطوط و ایستگاه‌های حوزه استحفاظی اینچه برون و بندر ترکمن تا گلوگاه استان مازندران به طول ۱۴۸ کیلومتر و با محوریت ایستگاه تشکیلاتی گرگان را برعهده دارد. این راه آهن بخشی از راه آهن شمال است.
راه‌آهن ناحیه شمال شرق ۲ به دلیل مجاورت با دریای مازندران با جلگه مازندران و گرگان و پل ارتباطی به بندر ترکمن و مرز اینچه برون از اهمیت بالایی در خطوط ریلی کشور برخوردار است و نقش مهمی در جا به‌ جایی بار و مسافر به تهران و مناطق مرکزی کشور دارد.

## ایستگاه‌های حوزه استحفاظی راه‌آهن شمال شرق ۲
- ایستگاه راه آهن گلوگاه استان مازندران
- ایستگاه راه‌آهن بندرگز
- ایستگاه راه‌آهن بندر ترکمن
- ایستگاه راه‌آهن سبزدشت
- ایستگاه راه‌آهن یامپی
- ایستگاه راه‌آهن پتروشیمی
- ایستگاه راه‌آهن اینچه برون
- ایستگاه راه‌آهن گرگان

## خطوط مرتبط با حوزه
- راه‌آهن گلوگاه-بندرترکمن
- راه‌آهن بندرترکمن-گرگان
- راه‌آهن سبزدشت(گرگان)-اینچه برون
- راه‌آهن گرگان-بجنورد-مشهد
- راه‌آهن اینچه برون-شاهرود

## ایستگاه راه آهن گرگان

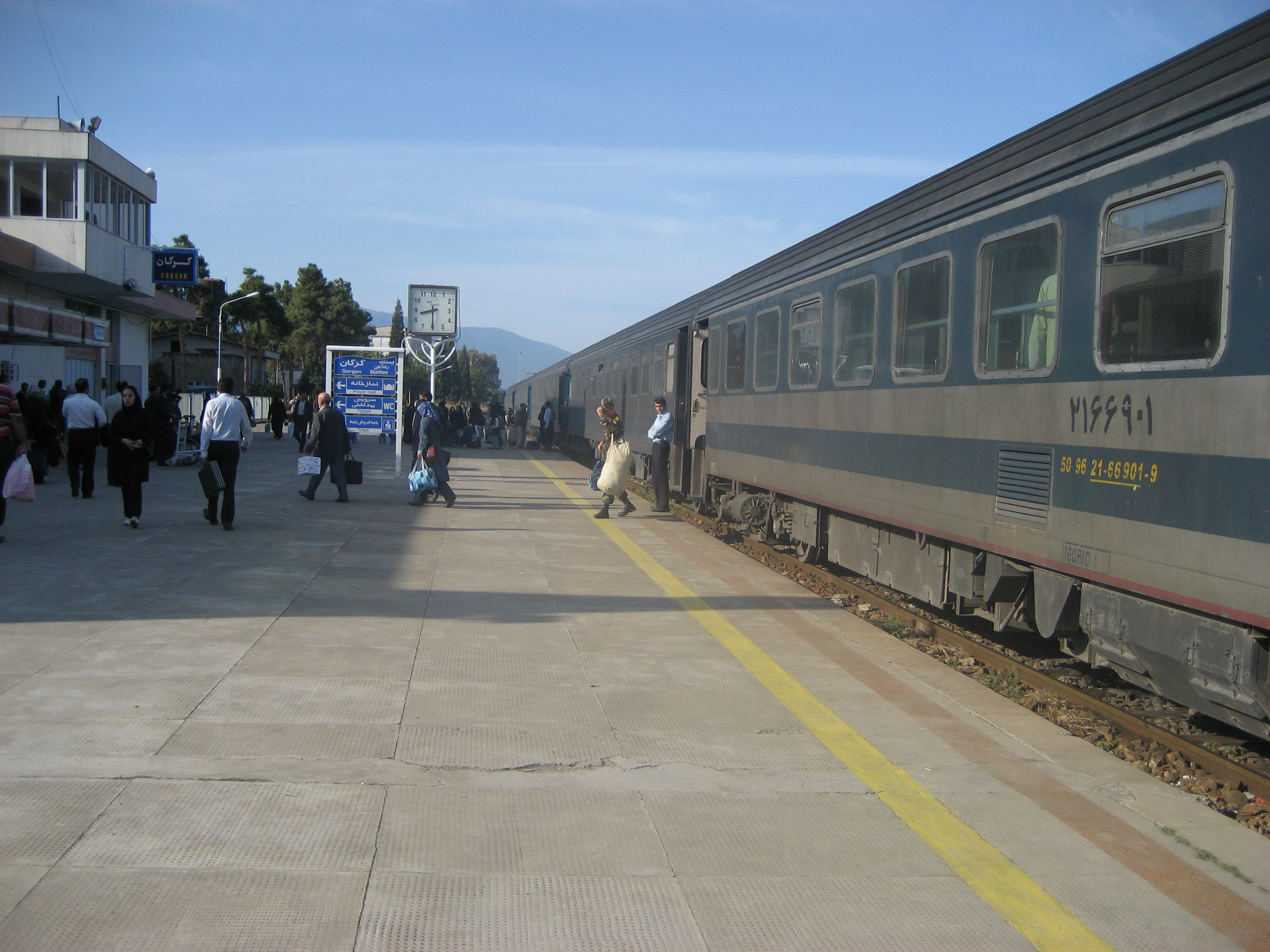
ایستگاه راه‌آهن گرگان

در مرکز اداره کل راه‌آهن شمال شرق ۲ قرار دارد. راه‌آهن گرگان به عنوان بخشی از راه‌آهن تهران-شمال از نقاط حساس به شمار می‌آید. گرگان مرکز کل ناحیه راه‌آهن شمال‌شرق ۲ است. روز ۹ آبان ۱۳۳۹ راه آهن بندرترکمن-گرگان در گرگان  گشوده شد.
ایستگاه راه‌آهن گرگان به شهرهای بندرترکمن، اینچه برون و ساری از طریق قطار و راه‌آهن مرتبط است و بزودی با گنبد کاووس و بجنورد و مشهد مرتبط خواهد شد.

## ایستگاه راه‌آهن بندر ترکمن

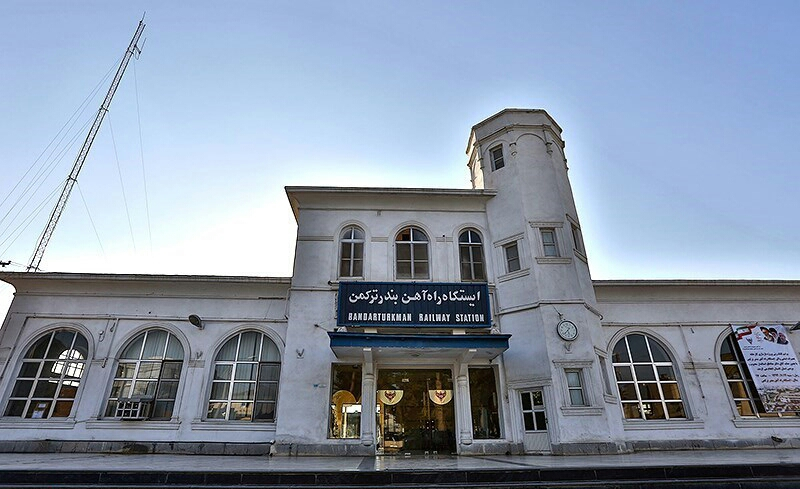
ایستگاه راه‌آهن بندر ترکمن

یکی از مهمترین ایستگاه‌های این مسیر ریلی و راه آهن شمال کشور در بندرترکمن است که در تاریخ سوم شهریور ۱۳۱۷ به‌عنوان شمالی‌ترین ایستگاه راه‌آهن سراسری ایران افتتاح شد، همچنین در تاریخ ۹ آبان ۱۳۳۹ خط راه‌آهن از این ایستگاه به شهر گرگان ادامه پیدا کرده و تحت عنوان راه‌آهن بندر ترکمن-گرگان به بهره‌برداری رسید.
ایستگاه بندر ترکمن در سال ۱۳۹۷ با شماره ۳۱۹۰۶ در فهرست آثار ملی ایران به ثبت رسید.